# Route nationale 145 var (Italie)
Pour les articles homonymes, voir Route nationale 145 (homonymie).

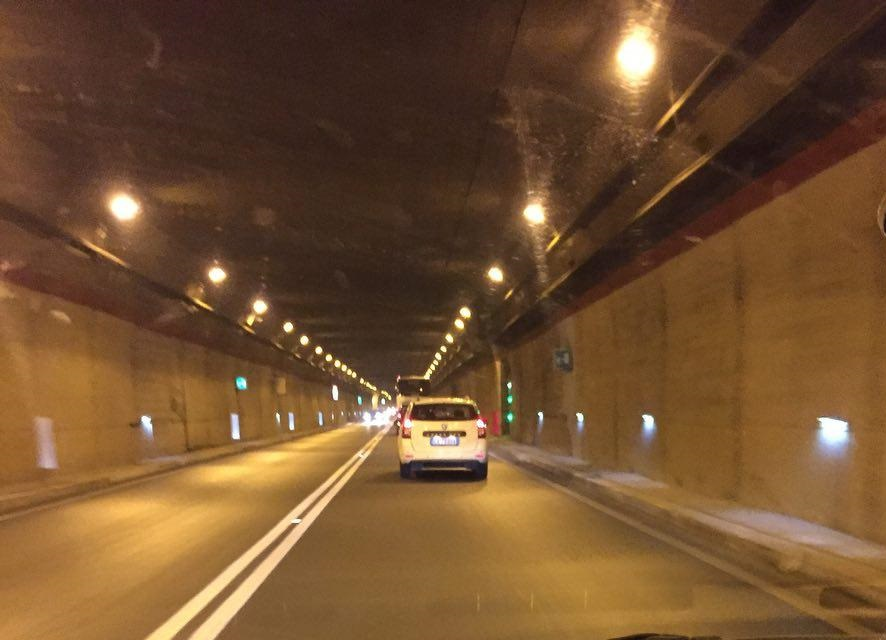
Le tunnel Santa Maria di Pozzano.

Le viaduc Saint-Marc.

La route nationale 145 var Galleria Santa Maria di Pozzano (SS 145 var) est une route nationale de la ville métropolitaine de Naples.
Afin de désengorger le trafic, une variante du tracé historique de la route nationale 145 Sorrentina, qui traversait le centre dense de Castellammare di Stabia, est construite en 2014.
Le nouveau tunnel Santa Maria di Pozzano relie la route nationale 145 à Pozzano (km 10,927) au tunnel de Seiano, formant un tunnel unique de 5 035 mètres de long, inauguré le 16 juillet 2014, qui permet de surmonter le parcours tortueux le long de la côte et du centre de Vico Equense, rejoignant la route nationale 145 au km 17.680.

## Caractéristiques
La route artérielle est composée de deux voies, une dans chaque sens séparées par une double bande continue, l'ensemble du parcours est constitué d'un viaduc et d'un tunnel, limitant donc les intersections. La limite de vitesse est actuellement fixée à 60 km/h et est contrôlée électroniquement grâce au système de contrôle de la vitesse moyenne et instantanée SICVe « Vergilius ».

## Parcours
| Raccord |                                                                                             |        |        |
| Type    | Indication                                                                                  | ↓km↓   | ↓km↓   |
|         | Napoli-Salerno sortie Castellammare di Stabia                                               |        | --     |
|         | Pompei Torre Annunziata                                                                     |        | --     |
|         | Début du tracé géré par l'ANAS Sorrentina                                                   | 1,6    |        |
|         | Castellammare di Stabia - Corso Italia                                                      | 3,5    |        |
|         | Galleria di Varano                                                                          | 5,9    |        |
|         | Galleria di Varano                                                                          | 7,1    |        |
|         | Gragnano - Pimonte - Agerola - Lettere ex di Agerola Côte amalfitaine                       | 7,4    |        |
|         | Tunnel di Privati                                                                           | 7,6    |        |
|         | Tunnel di Privati                                                                           | 9,5    |        |
|         | Castellammare di Stabia - Via Panoramica                                                    | 9,6    |        |
|         | Vico Equense litoranea                                                                      | 10,927 |        |
|         | Début de la                                                                                 | 10,927 | 0,000  |
|         | Tunnel Santa Maria di Pozzano                                                               | 0,065  |        |
|         | Tunnel Santa Maria di Pozzano                                                               | 5,100  |        |
|         | Fin de la                                                                                   | 5,100  | 17,680 |
|         | Vico Equense litoranea                                                                      |        | 17,680 |
|         | Tratto urbano Seiano, Meta, Piano di Sorrento, Sant'Agnello, Sorrente Péninsule de Sorrente | --     |        |
|         | Amalfitana à Colli San Pietro (Piano di Sorrento)                                           | 42,040 |        |